# Andrea Aloigi
Andrea di Aloigi di Apollonio da Assisi ou Andrea Aloigi dit L'Ingegno est un peintre italien de la première Renaissance, qui a été actif de 1484 à 1501 (date du début de sa cécité). Il est né Assisi en 1480 et décédé en 1521.

## Biographie
Avec son concitadin Tiberio d'Assisi, il suivit les enseignements du Pérugin.

## Œuvres
- Vierge à l'Enfant (env. 1490-1500), National Gallery, Londres (signé A.A.P. pour « Andrea di Aloigi di Assisi Pinxit »),
- Vierge à l'Enfant et les saints Dominique, Catherine de Sienne et deux donateurs, Louvre, Paris.

## Sources
- Notices d'œuvres de la National Gallery.